# Quartet de corda núm. 14 (Mozart)
El Quartet de corda núm. 14 en sol major, K. 387, conegut com el Quartet «La primavera», és una composició de Wolfgang Amadeus Mozart acabada el 1782 a Viena. La data de composició del quartet apareix en una inscripció en italià del mateix Mozart, situada sobre el títol del quartet: li 31 di desembre 1782 in vienna. L'obra fou editada probablement el 1783. És el primer dels quartets dedicats a Haydn, una sèrie de sis quartets de corda que va escriure durant els seus primers anys a Viena i els compongué en honor del compositor i amic seu, Joseph Haydn, considerat generalment com el "pare" del quartet de corda.

## Anàlisi musical
Com passa amb els últims quartets de Mozart, consta de quatre moviments:
1. Allegro vivace assai
2. Menuetto
3. Andante cantabile
4. Molto allegro

El primer moviment, en sol major, presenta un contrast entre passatges diatònics i fragments cromàtics. D'acord amb Williams (1997), «sorpren a qualsevol que examina aquest quartet la gran quantitat de cromatisme que hi ha en ell». En contrast amb l'estructura estàndard dels quartets de corda –estructura que també s'observa en moltes de les seves simfonies–, en les que el minuet se situa com a tercer moviment, aquest quartet presenta el minuet en el segon moviment. Es tracta d'un minuet llarg, escrit en la tonalitat de la tònica (sol major), amb una sèrie de quartes cromàtiques i de canvis dinàmics en cada nota. El minuet està seguit per un moviment lent en la tonalitat de la subdominant (do major), en el que el tema explora àrees tonals més allunyades.
El tema fugat de quatre notes blanques en el finale precedeix el que després farà servir en el darrer moviment de la seva Simfonia núm. 41 «Júpiter», de l'any 1788, que comença també amb quatre notes blanques en forma fugada, a la coda, i recorda així mateix al que s'observa a la Simfonia núm. 23 de Michael Haydn, en la qual el finale és també una fuga a partir d'un subjecte de quatre notes blanques, simfonia de la qual Mozart copià els primers compassos i l'obra fou erròniament introduïda en el Catàleg Köchel com a K. 291.